# Réserve naturelle de Xilin Gol
La réserve naturelle de Xilin Gol est une réserve de biosphère située dans la région autonome de Mongolie-Intérieure en Chine.